# Nicotinato N-metiltransferasi
La nicotinato N-metiltransferasi è un enzima appartenente alla classe delle transferasi, che catalizza la seguente reazione:
S-adenosil-L-metionina + nicotinato ⇄ S-adenosil-L-omocisteina + N-metilnicotinato